# Candelotto di zolfo

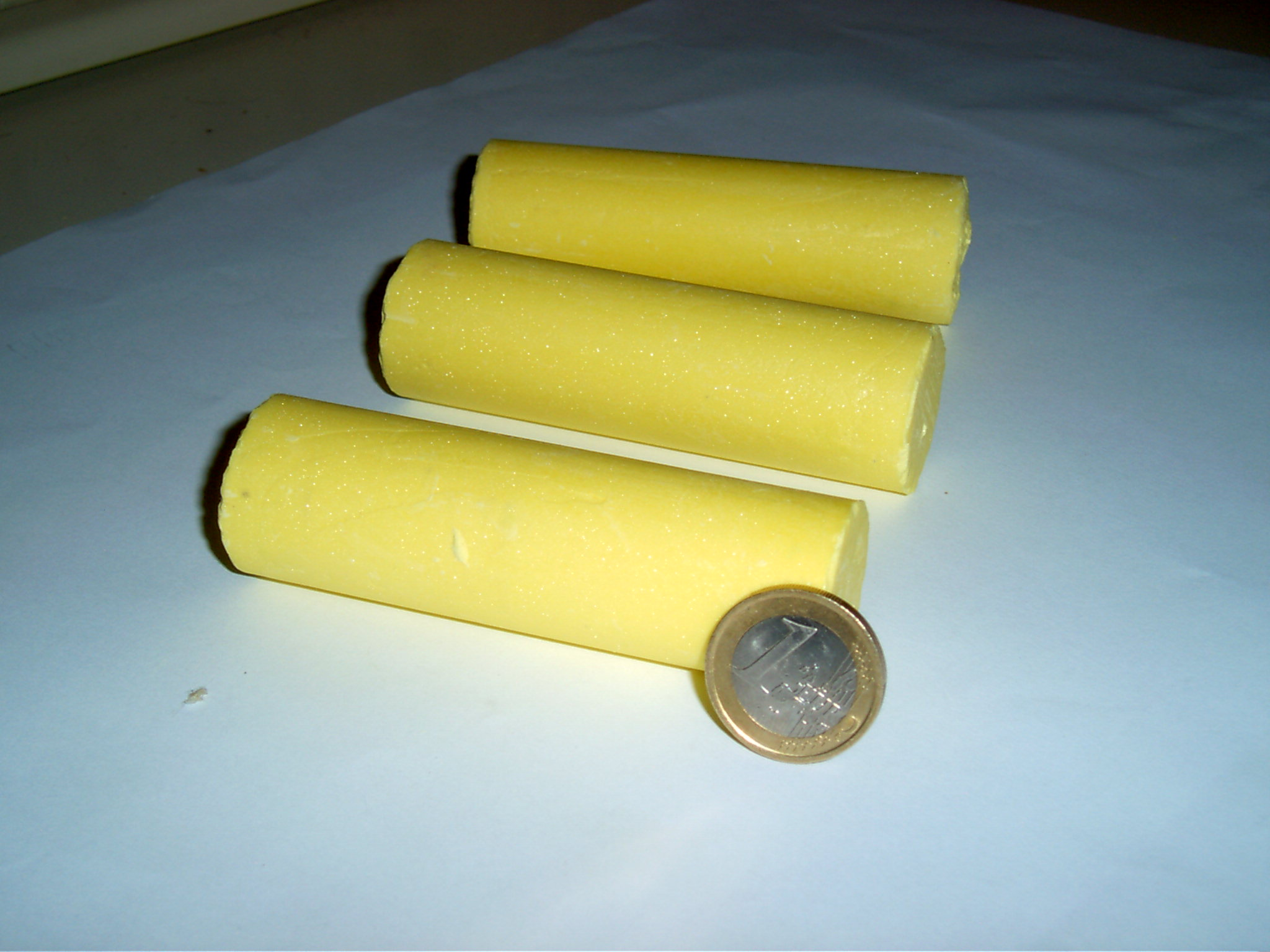
I candelotti di zolfo, la moneta da 1 euro è come riferimento per le dimensioni

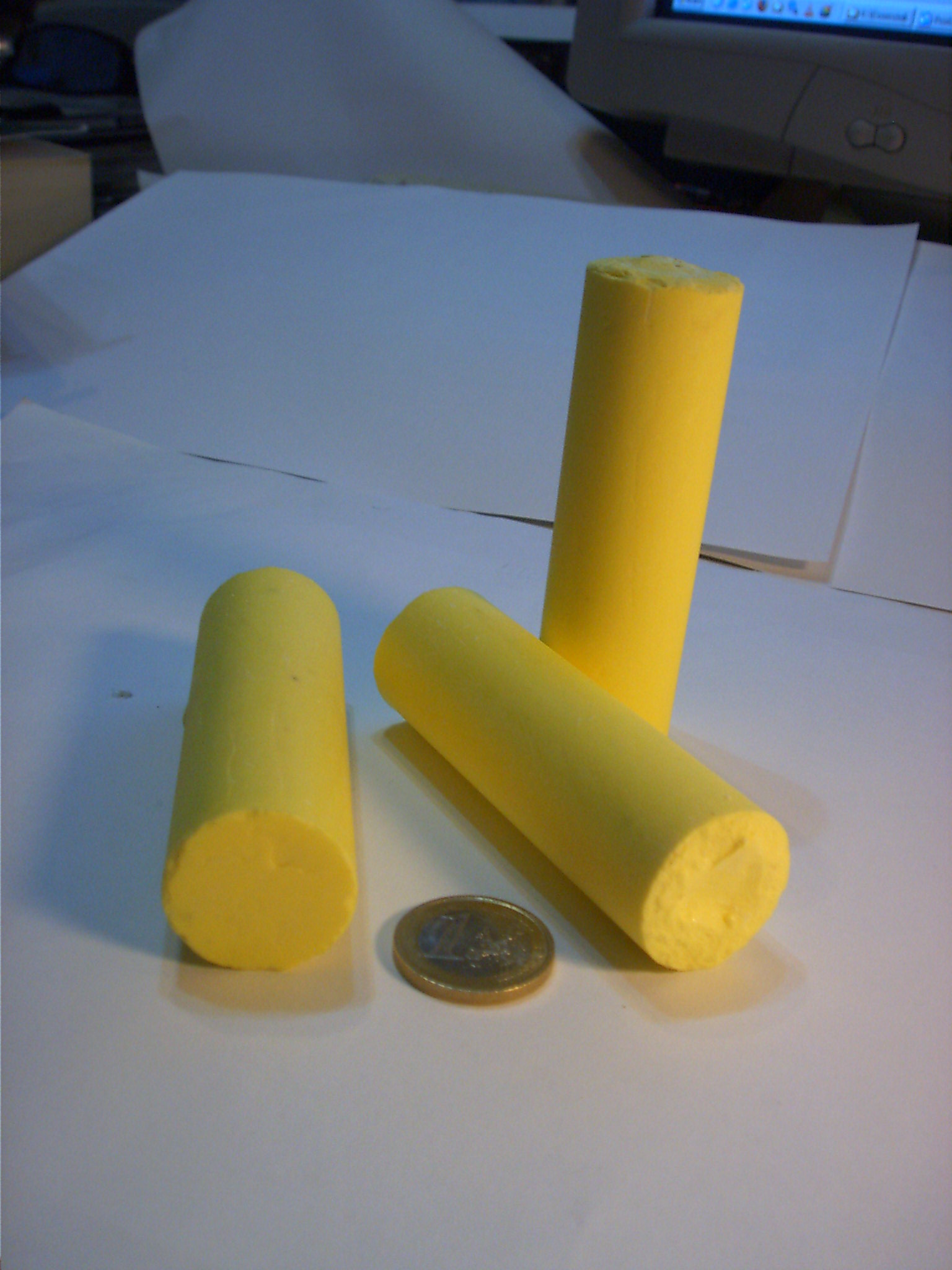
I candelotti di zolfo

Il candelotto di zolfo (in lingua ligure sorfanetti) è un rimedio popolare ligure per il torcicollo provocato dai colpi d'aria. Pur non avendo alcun riscontro scientifico ufficiale, questa pratica gode tutt'oggi di un certo seguito, e il materiale per metterla in atto è in vendita in diverse farmacie sia a Genova che in altre località liguri.
I "candelotti" o i "cannelli" sono cilindri di zolfo pressato, lunghi dai 9 ai 10 cm, con un diametro dai 2,5 ai 3 cm e un peso solitamente di poco inferiore ai 100 g. Vengono sfregati o fatti rotolare premendoli sulla parte del corpo dolorante (prevalentemente il collo); dopo pochi attimi lo zolfo emette un leggero crepitio, per spezzarsi tipicamente dopo un paio di minuti di applicazione. Secondo la tradizione le due parti di candelotto così spezzate hanno perso gran parte della loro efficacia e quindi raramente vengono ulteriormente impiegate, mentre se il cannello non si spezza viene impiegato in usi successivi.

## Funzionamento
Chi fa uso di questa pratica in generale non ha una spiegazione univoca circa la sua presunta efficacia:
- secondo alcuni il giovamento è legato più allo strofinamento in sé che alla scelta dello specifico materiale
- altri sostengono che lo strofinamento del candelotto assorbirebbe l'elettricità statica presente in caso di dolori o contrazioni muscolari[1]
- altri forniscono spiegazioni più articolate, sempre facendo riferimento all'elettricità statica e sostenendo che la differenza di potenziale tra i fasci nervosi e lo zolfo possa in qualche modo influire sulla trasmissione del segnale nervoso (tesi pseudoscientifica che non sarebbe difficile classificare come leggenda metropolitana)
- in altre versioni l'azione benefica del candelotto consisterebbe principalmente nell'assorbire umidità dalla parte strofinata[2], spiegazione che è evidentemente correlata alla credenza popolare (infondata) che i dolori muscolari e reumatici siano causati dall'umidità (e quand'anche fosse, occorre ricordare che lo zolfo è idrofobo).
- per altri è il calore prodotto dall'attrito dovuto allo strofinamento del candelotto a dare sollievo dal dolore e a provocarne la rottura

## Diffusione
Le origini della pratica del candelotto di zolfo in Liguria sono molto antiche. In passato i candelotti venivano venduti sfusi nelle farmacie e negli empori, ma con la diffusione della medicina alternativa oggigiorno viene proposto anche da negozianti in generale aperti nei confronti di quest'ultima, in confezioni contenenti solitamente da 2 a 4 candelotti. Curiosamente la pratica sembra limitata alla sola Liguria e nel Basso Piemonte, anche se negli ultimi anni tramite i siti web dedicati alle cure alternative la sua notorietà come rimedio per i dolori muscolari è aumentata di molto sul territorio nazionale.
L'emigrazione genovese in Sud America del XIX secolo e XX secolo, ne ha diffuso l'uso anche in zona, specialmente in Argentina (ma secondo alcune fonti il percorso sarebbe stato inverso e in Liguria sarebbero arrivati dai naviganti genovesi che avrebbero appreso del rimedio dai marinai sud-americani).